# Zapasy na Letnich Igrzyskach Olimpijskich 1976 – kategoria do 82 kg w stylu klasycznym
Zmagania mężczyzn w wadze 82 kg to jedna z dziesięciu męskich konkurencji w zapasach w stylu klasycznym rozgrywanych podczas Letnich Igrzysk Olimpijskich 1976. Pojedynki w tej kategorii wagowej odbyły się w dniach 20 – 24 lipca.

## Klasyfikacja[2]
| Pozycja | Nazwisko                | Kraj              |
| ------- | ----------------------- | ----------------- |
| 1       | Momir Petković          | Jugosławia        |
| 2       | Władimir Czeboksarow    | ZSRR              |
| 3       | Iwan Kolew              | Bułgaria          |
| 4       | Leif Andersson          | Szwecja           |
| 5       | Miroslav Janota         | Czechosłowacja    |
| 6       | Kazuhiro Takanishi      | Japonia           |
| 7       | Ion Enache              | Rumunia           |
| 8       | Adam Ostrowski          | Polska            |
| 9       | Keijo Manni             | Finlandia         |
| 10      | André Bouchoule         | Francja           |
| 11      | Dan Chandler            | Stany Zjednoczone |
| 12      | Csaba Hegedűs           | Węgry             |
| 13      | Franz Pitschmann        | Austria           |
| .       | David Cummings          | Kanada            |
| .       | Huszang Montazeralzohur | Iran              |
| .       | Giuseppe Vitucci        | Włochy            |
| 17      | Ibrahim Diop            | Senegal           |

## Zasady
Przyjęto zasadę punktów karnych, gdzie zdobycie sześciu punktów lub więcej eliminowało zawodnika z turnieju. Kolejność miejsc medalowych ustalona została w specjalnej rundzie finałowej, z udziałem trzech zawodników z najmniejszą liczbą takich punktów.
- TF — Łopatki
- DQ — Dyskwalifikacja za pasywność
- IN — Kontuzja przeciwnika
- D1 — Dyskwalifikacja za pasywność, zwycięzca również był pasywny
- DNA — Zawodnik nie przystąpił do walki
- TPP — Punkty karne razem
- MPP — Punkty karne pojedynku

## Punktacja
- 0 — Wygrana na łopatki, przewagę techinczną, pasywność, kontuzję
- 0.5 — Wygrana na punkty  (8-11 punktów różnicy)
- 1 — Wygrana na punkty  (1-7 punktów różnicy)
- 2 — Dyskwalifikacja za pasywność, zwycięzca również był pasywny
- 3 — Przegrana na punkty (1-7 punktów różnicy)
- 3.5 — Przegrana na punkty (8-11 punktów różnicy)
- 4 — Przegrana na łopatki, przewagę techiczną, pasywność, kontuzję

## Wyniki[3]

### Pierwsza runda
| TPP | MPP |                         | Wynik\|Czas |                    | MPP | TPP |
| --- | --- | ----------------------- | ----------- | ------------------ | --- | --- |
| 4   | 4   | Giuseppe Vitucci        | TF / 4:21   | Keijo Manni        | 0   | 0   |
| 0   | 0   | Władimir Czeboksarow    | TF / 1:18   | Kazuhiro Takanishi | 4   | 4   |
| 4   | 4   | Huszang Montazeralzohur | DQ / 5:05   | Momir Petković     | 0   | 0   |
| 1   | 1   | Dan Chandler            | 9 - 8       | Csaba Hegedűs      | 3   | 3   |
| 4   | 4   | Ibrahim Diop            | DQ / 7:31   | Miroslav Janota    | 0   | 0   |
| 4   | 4   | David Cummings          | IN / 7:40   | Ion Enache         | 0   | 0   |
| 4   | 4   | André Bouchoule         | 2 - 16      | Iwan Kolew         | 0   | 0   |
| 0   | 0   | Leif Andersson          | TF / 2:12   | Franz Pitschmann   | 4   | 4   |
| 0   |     | Adam Ostrowski          |             | Bez walki          |     |     |

### Druga runda
| TPP | MPP |                    | Wynik\|Czas |                         | MPP | TPP |
| --- | --- | ------------------ | ----------- | ----------------------- | --- | --- |
| 0   | 0   | Adam Ostrowski     | DQ / 7:19   | Giuseppe Vitucci        | 4   | 8   |
| 3   | 3   | Keijo Manni        | 9 - 16      | Władimir Czeboksarow    | 1   | 1   |
| 4   | 0   | Kazuhiro Takanishi | TF / 3:20   | Huszang Montazeralzohur | 4   | 8   |
| 0.5 | 0.5 | Momir Petković     | 14 - 5      | Dan Chandler            | 3.5 | 4.5 |
| 6   | 3   | Csaba Hegedűs      | 4 - 10      | Miroslav Janota         | 1   | 1   |
| 8   | 4   | David Cummings     | IN / 6:00   | André Bouchoule         | 0   | 4   |
| 1   | 1   | Ion Enache         | 6 - 4       | Leif Andersson          | 3   | 3   |
| 0   | 0   | Iwan Kolew         | TF / 1:22   | Franz Pitschmann        | 4   | 8   |
| 4   |     | Ibrahim Diop       |             | DNA                     |     |     |

### Trzecia runda
| TPP | MPP |                      | Wynik\|Czas |                 | MPP | TPP |
| --- | --- | -------------------- | ----------- | --------------- | --- | --- |
| 4   | 4   | Adam Ostrowski       | D1 / 7:56   | Keijo Manni     | 2   | 5   |
| 4   | 3   | Władimir Czeboksarow | 6 - 6       | Momir Petković  | 1   | 1.5 |
| 4   | 0   | Kazuhiro Takanishi   | TF / 6:49   | Dan Chandler    | 4   | 8.5 |
| 2   | 1   | Miroslav Janota      | 7 - 2       | André Bouchoule | 3   | 7   |
| 4   | 3   | Ion Enache           | 8 - 8       | Iwan Kolew      | 1   | 1   |
| 3   |     | Leif Andersson       |             | Bez walki       |     |     |

### Czwarta runda
| TPP | MPP |                      | Wynik\|Czas |                    | MPP | TPP |
| --- | --- | -------------------- | ----------- | ------------------ | --- | --- |
| 4   | 1   | Leif Andersson       | 9 - 6       | Adam Ostrowski     | 3   | 7   |
| 8.5 | 3.5 | Keijo Manni          | 6 - 15      | Kazuhiro Takanishi | 0.5 | 4.5 |
| 5   | 1   | Władimir Czeboksarow | 8 - 3       | Miroslav Janota    | 3   | 5   |
| 2.5 | 1   | Momir Petković       | 3 - 2       | Ion Enache         | 3   | 7   |
| 1   |     | Iwan Kolew           |             | Bez walki          |     |     |

### Piąta runda
| TPP | MPP |                | Wynik\|Czas |                      | MPP | TPP |
| --- | --- | -------------- | ----------- | -------------------- | --- | --- |
| 4   | 3   | Iwan Kolew     | 7 - 14      | Władimir Czeboksarow | 1   | 6   |
| 4   | 0   | Leif Andersson | TF / 0:29   | Kazuhiro Takanishi   | 4   | 8.5 |
| 3.5 | 1   | Momir Petković | 8 - 2       | Miroslav Janota      | 3   | 8   |

### Szósta Runda
| TPP | MPP |                | Wynik\|Czas |                      | MPP | TPP |
| --- | --- | -------------- | ----------- | -------------------- | --- | --- |
| 7   | 3   | Iwan Kolew     | 5 - 9       | Momir Petković       | 1   | 4.5 |
| 8   | 4   | Leif Andersson | TF / 2:07   | Władimir Czeboksarow | 0   | 6   |

### Runda finałowa
Zaliczone pojedynki z wcześniejszych rund
| TPP | MPP |                      | Wynik\|Czas |                      | MPP | TPP |
| --- | --- | -------------------- | ----------- | -------------------- | --- | --- |
|     | 3   | Władimir Czeboksarow | 6 - 6       | Momir Petković       | 1   |     |
|     | 3   | Iwan Kolew           | 7 - 14      | Władimir Czeboksarow | 1   | 4   |
| 6   | 3   | Iwan Kolew           | 5 - 9       | Momir Petković       | 1   | 2   |